# Boże skrawki
Boże skrawki (ang. Edges of the Lord) – film fabularny produkcji polsko-amerykańskiej z 2001 w reżyserii Jurka Bogajewicza.
W roli głównej wystąpił Haley Joel Osment.
Większość scen do filmu nagrywano w Zbyszycach i okolicach Jeziora Rożnowskiego.

## Obsada
- Haley Joel Osment − Romek
- Willem Dafoe − ksiądz
- Richard Banel − Władek
- Liam Hess − Tolo
- Olaf Lubaszenko − Gniecio
- Małgorzata Foremniak − Mańka
- Andrzej Grabowski − Kluba
- Chiril Vahonin − Robal
- Olga Frycz − Marysia
- Ryszard Ronczewski − Batylin
- Krystyna Feldman − Wanda
- Jerzy Gudejko − Hans, żołnierz niemiecki na rowerze
- Maria Andruszkiewicz − Żydówka
- Piotr Szyc − Samuel, chłopiec-uciekinier z pociągu
- Karolina Lutczyn − blondynka przy klubie
- Andrzej Róg − Żyd rozbierany przez Romka
- Ewa Braniecka − dziewczynka żydowska
- Justyna Sieńczyłło − kobieta na rowerze
- Borys Szyc − żołnierz niemiecki z kobietą na rowerze
- Krzysztof Pieczyński − oficer niemiecki przy pociągu
- Emilian Kamiński − oficer niemiecki Franz

## Fabuła
Rok 1942. Żydowski chłopiec, uratowany z krakowskiego getta, ukrywa się na polskiej wsi. Nie chcąc zostać zdemaskowanym, uczęszcza z innymi dziećmi na lekcje religii.